# Yixianornis

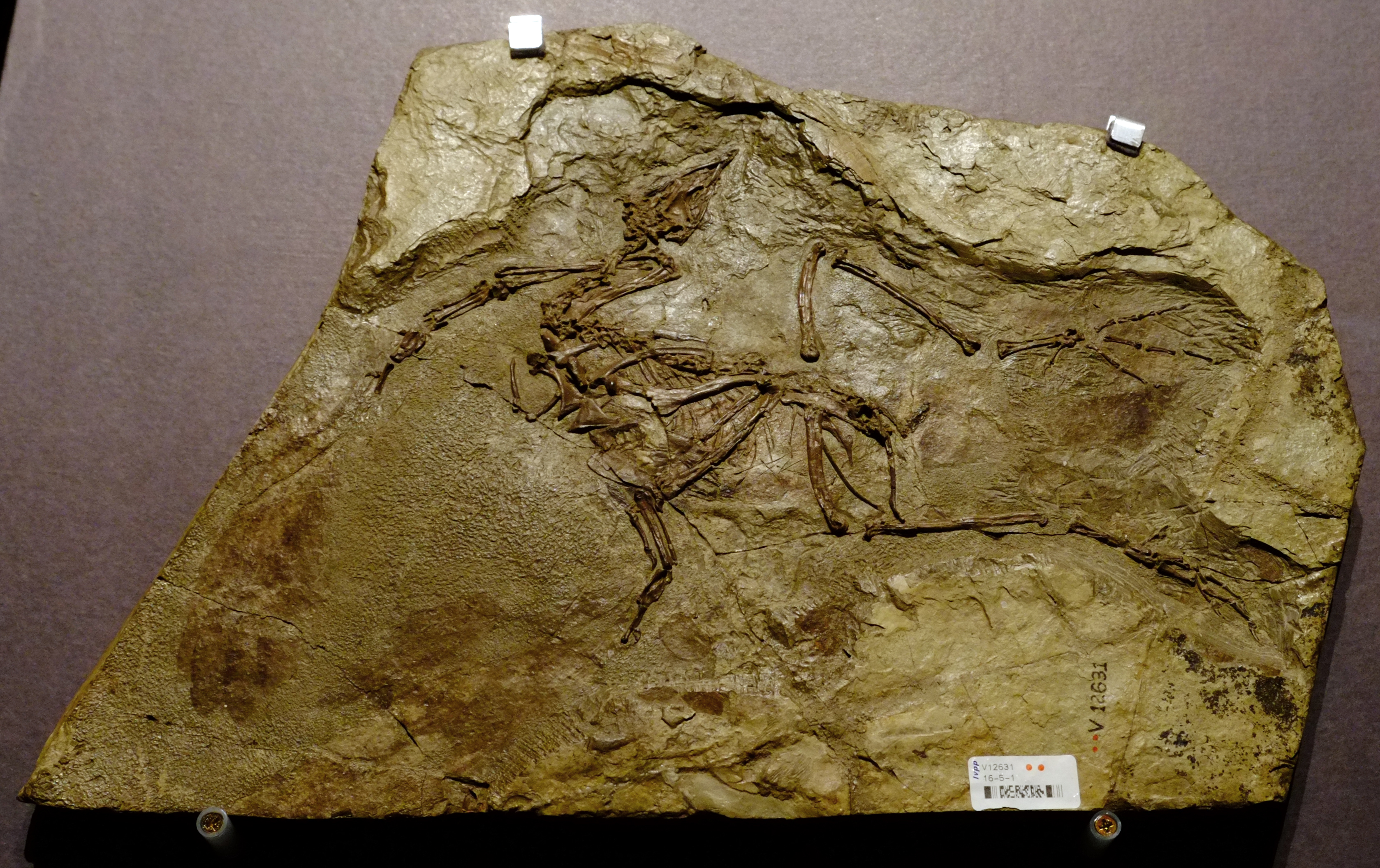
Het holotype IVPP V12631

Yixianornis is een geslacht van uitgestorven vogels uit het Vroeg-Krijt van het huidige China, behorend tot de Ornithuromorpha.

## Vondst en naamgeving
In 2001 werd de typesoort Yixianornis grabaui benoemd en beschreven door Zhou Zhonghe en Zhang Fucheng. De geslachtsnaam verbindt een verwijzing naar de Yixianformatie met een Oudgrieks ornis, 'vogel'. De soortaanduiding eert de Duits/Amerikaanse geoloog Amadeus William Grabau die als eerste de stratigrafie van het vondstgebied vastlegde.
Het holotype IVPP V12631 is gevonden in een laag van wat tegenwoordig begrepen wordt de Jiufotangformatie te zijn, die dateert uit het vroege Albien. Het bestaat uit een vrijwel compleet skelet met schedel, platgedrukt op een plaat. Het skelet ligt in verband. Resten van het verenkleed zijn bewaard gebleven.
In 2006 werd een meer gedetailleerde beschrijving gepubliceerd.

## Beschrijving
De lengte van Yixianornis is geschat op 215 millimeter (zonder staartveren), het gewicht op 320 gram. Het dijbeen is eenenveertig millimeter lang.
In 2001 werden enkele onderscheidende kenmerken vastgesteld die ook naar moderne inzichten geldig zijn. De snuit gezien als het gedeelte voor de oogkas bedraagt 41 procent van de schedellengte. Het derde middenhandsbeen heeft 32 procent van de breedte van het tweede middenhandsbeen. De onderste vergroeiing van de schaambeenderen bedraagt ongeveer een zesde van de lengte van de schacht van het schaambeen. De derde teen heeft 128 procent van de lengte van de middenvoet.
In 2001 werd nog gedacht dat de kop erg kort was maar dat bleek achteraf een gevolg te zijn van vervorming van het fossiel. De snuit is in feite vrij spits en de onderkaak is lang en dun. Het aantal tanden is onbekend maar ze zijn vrij kort en missen kartelingen.
De korte pygostyle draagt een brede, iets afgeronde, staartwaaier van ongeveer acht centimeter lengte. Het is een van de meest basale soorten waarbij de waaier zelf is bewaard gebleven.

## Fylogenie
Yixianornis werd in 2001 in de Chaoyangornithiformes geplaatst. In de herbeschrijving 2006 had een analyse tot uitkomst dat het de zustersoort was van Songlingornis. Zhou plaatste de soort in 2006 in eigen Yixianornithidae als deel van de Yixianornithiformes. Later werd duidelijk dat de naam Songlingornithidae prioriteit had. In 2015 werden al zulke vormen in de Hongshanornithidae geplaatst.